# Front Wyzwolenia Beludżystanu
Front Wyzwolenia Beludżystanu (FWB) (ang. Balochistan Liberation Front) – ugrupowanie separatystyczne walczące o niepodległość dla rejonów w Pakistanie, Afganistanie oraz Iranie, zamieszkanych głównie przez grupę etniczną Beludżów. Założone przez Jumma Khan Marriego w 1964 w Damaszku, odegrało istotną rolę w rebeliach z lat 1968–1980 w Beludżystanie pakistańskim i Beludżystanie irańskim. Front Wyzwolenia Beludżystanu jest uznawany za organizację terrorystyczną.